# Алтыново (Ярославская область)
Алтыново — посёлок в Угличском районе Ярославской области России. 
В рамках организации местного самоуправления входит в Отрадновское сельское поселение, в рамках административно-территориального устройства — в Ниноровский сельский округ.

## География
Расположен на Волге, при впадении в неё реки Корожечна, в 4 километрах к северо-западу (по прямой) от центра города Углича.

## Население
| 2007 | 2010 |
| ---- | ---- |
| 454  | ↘400 |

Согласно результатам переписи 2002 года, в национальной структуре населения русские составляли 96 % от всех жителей.